# سید محمدرضا خراسانی

مقبره سید محمدرضا خراسانی در تخت پولاد اصفهان

سنگ قبر سید محمدرضا خراسانی

سید محمدرضا خراسانی، فرزند سید محمدجواد، (زاده ذیحجه ۱۳۱۱ / خرداد-تیر ۱۲۷۳ در اصفهان - درگذشته ۲۹ تیر ۱۳۵۶ در اصفهان) از روحانیون مشهور اصفهان بود.
او در فراگیری علوم الهی نزد استادانی چون آخوند ملا عبدالکریم گزی، آقا سید محمدباقر درچه‌ای، شیخ محمدرضا مسجدشاهی، و آخوند ملا محمد کاشانی به درس نشست. وی قبل از ۳۰ سالگی به مقام اجتهاد نائل آمد و اهتمام فراوان در حفظ و ادامه فعالیت مدارس علمیه اصفهان از خود نشان داد، که از آن جمله می‌توان به جلوگیری از تخریب مدرسه صدر بازار، احداث کتابخانه مدرسه صدر بازار به نام کتابخانه رضویه، و تشکیل درس خارج فقه و اصول در مدرسه چهارباغ اشاره نمود.

### تالیفات
از جمله آثار قلمی او می‌توان از حاشیه بر فرائد شیخ مرتضی انصاری و حاشیه بر مکاسب آن نام‌برد.

### شاگردان
شيخ مصطفي فقيه
شيخ اسدالله جوادي
سيد حسن علوي
ملا هاشم جنتي
شيخ محمود سالك
شيخ محمدباقر صديقين
شيخ محمد علي اعتزازيان
سيد عبدالحسين روضاتي

### درگذشت
وی در ۲۹ رجب ۱۳۹۷ / ۲۹ تیر ۱۳۵۶ درگذشت. وی همراه با سید یوسف خراسانی و فاضل هندی در مقبره مشترکی در تخت فولاد اصفهان مدفون است.